# Aleksej Simonov
Aleksej Kirillovič Konstantinovič Simonov (in russo Алексе́й Кири́ллович Константи́нович Си́монов?; Mosca, 8 agosto 1939) è un regista sovietico.

## Filmografia parziale

### Regista
- Vernёmsja osen'ju (1979)
- Otrjad (1984)